# Cranichis
Genre
Synonymes
- Cystochilum Barb.Rodr. (1877)[1]
- Nezahualcoyotlia R.González, (1996)[2]

Cranichis est un genre de plantes de la famille des Orchidaceae (les orchidées), de la sous-famille des Orchidoideae, de la tribu des Cranichideae et de la sous-tribu des Cranichidinae.
C'est le genre type de sa tribu et de sa sous-tribu. On compte 73 espèces que l'on trouve aux Amériques. L'espèce type est Cranichis muscosa.
L'espèce Cranichis garayana Dodson & R.Vásquez est nommée en hommage à l'orchidologue Leslie Andrew Garay (1924-2016).

## Répartition
Amérique du Nord : sud des États-Unis (Floride) et Mexique.
Amérique centrale, incluant les Caraïbes.
Amérique du Sud, du nord au sud.

## Liste des espèces
- Cranichis acuminatissima
- Cranichis amplectens
- Cranichis antioquiensis
- Cranichis apiculata
- Cranichis badia
- Cranichis barkleyi
- Cranichis brachyblephara
- Cranichis brevirostris
- Cranichis callejasii
- Cranichis callifera
- Cranichis calva
- Cranichis candida
- Cranichis carlos-parrae
- Cranichis castellanosii
- Cranichis chiapasensis
- Cranichis ciliata
- Cranichis ciliilabia
- Cranichis cochleata
- Cranichis cristalinensis
- Cranichis crumenifera
- Cranichis diphylla
- Cranichis elliptica
- Cranichis engelii
- Cranichis fendleri
- Cranichis foliosa
- Cranichis galatea
- Cranichis garayana
- Cranichis gibbosa
- Cranichis glabricaulis
- Cranichis glandulosa
- Cranichis gracilis
- Cranichis hassleri
- Cranichis hieroglyphica
- Cranichis juajibioyi
- Cranichis killipii
- Cranichis lankesteri
- Cranichis lehmanniana
- Cranichis lehmannii
- Cranichis lichenophila
- Cranichis longipetiolata
- Cranichis macroblepharis
- Cranichis muscosa
- Cranichis neglecta
- Cranichis notata
- Cranichis nudilabia
- Cranichis ovata
- Cranichis parvula
- Cranichis pennellii
- Cranichis picta
- Cranichis polyantha
- Cranichis popayanensis
- Cranichis pseudomuscosa
- Cranichis pulvinifera
- Cranichis queremalensis
- Cranichis reticulata
- Cranichis revoluta
- Cranichis ricartii
- Cranichis roldanii
- Cranichis rotundifolia
- Cranichis saccata
- Cranichis schlechteri
- Cranichis schultesii
- Cranichis scripta
- Cranichis silvicola
- Cranichis sparrei
- Cranichis subumbellata
- Cranichis sylvatica
- Cranichis talamancana
- Cranichis tenuis
- Cranichis turkeliae
- Cranichis wageneri
- Cranichis werffii
- Cranichis zarucchii

## Publication originale
- Swartz O.P. Nova Genera et Species Plantarum seu Prodromus 8, Prodr. Veg. Ind. Occ.: 120 (1788).